# گاوانژنگا ویلکا
گاوانژنگا ویلکا (به لهستانی:  Gałąźnia Wielka) یک روستا در لهستان است که در گمینا کووچگوووه واقع شده‌است.
 گاوانژنگا ویلکا  ۳۸۳ نفر جمعیت دارد.